# Ballgasse

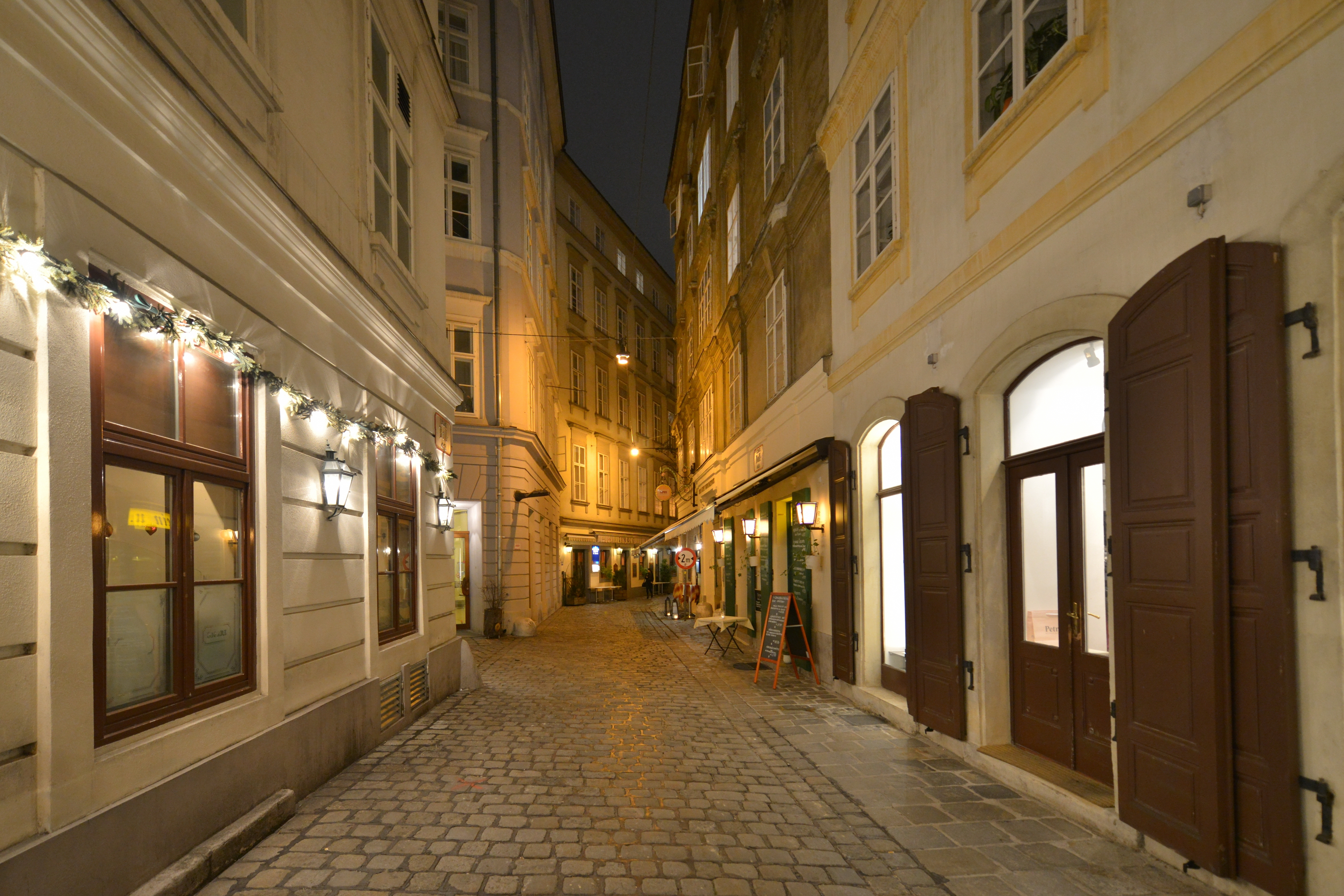
Die Ballgasse in Richtung Osten

Die Ballgasse liegt im 1. Wiener Gemeindebezirk Innere Stadt. Die Altstadtstraße besitzt ein bemerkenswertes Ensemble josephinischer Wohnhäuser.

## Geschichte
Auf dem Gebiet der heutigen Ballgasse befand sich im Mittelalter das Himmelpfortkloster. Die daneben liegende, mehrfach gekrümmte Gasse wird 1370 erstmals unter dem Namen Bei der Himmelpforte erwähnt. Sie umfasste damals die heutige Blumenstockgasse und die Ballgasse ab der Einmündung letzterer bis zum Franziskanerplatz. Das heutige Teilstück zwischen Rauhensteingasse und Blumenstockgasse war zu jener Zeit durch die Klostergebäude verbaut. Schon Ende des 16. Jahrhunderts lag an der Auf der Dacken genannten Gasse eines der ältesten Ballspielhäuser Wiens, so dass die Straße seit 1684 Ballgässel genannt wurde; daraus wurde 1827 Ballgasse. 1783 erfolgte die Aufhebung des Himmelpfortklosters. Das Gelände wurde parzelliert und mit josephinischen Wohnhäusern neu verbaut. Damals wurde auch die Verbindung zwischen Rauhensteingasse und Einmündung der Blumenstockgasse geschaffen. Seit 1862 heißt die ältere Verbindung zur Rauhensteingasse Blumenstockgasse, während die nach dem Abbruch des Klosters geschaffene neuere Verbindung zur Rauhensteingasse in die Ballgasse einbezogen wurde.

## Lage und Charakteristik
Die Ballgasse verläuft von der Rauhensteingasse in geradem Verlauf nach Osten; nach Einmündung der Blumenstockgasse wendet sie sich mehrfach gekrümmt nach Nordosten, wo sie in den Franziskanerplatz einmündet. Das letzte Teilstück wird vom Haus Franziskanerplatz 5 überwölbt. Die gesamte Gasse ist mit Pflastersteinen gedeckt und wird als Einbahnstraße geführt.
Abgesehen vom Haus Nummer 2 besteht die Verbauung aus einem einheitlichen josephinischen Ensemble von Wohnhäusern. Da der malerische Eindruck der schmalen Gasse zum Spazieren gehen einlädt, befinden sich in der Ballgasse mehrere Restaurants und Gaststätten. Alle Gebäude in der Ballgasse stehen unter Denkmalschutz.

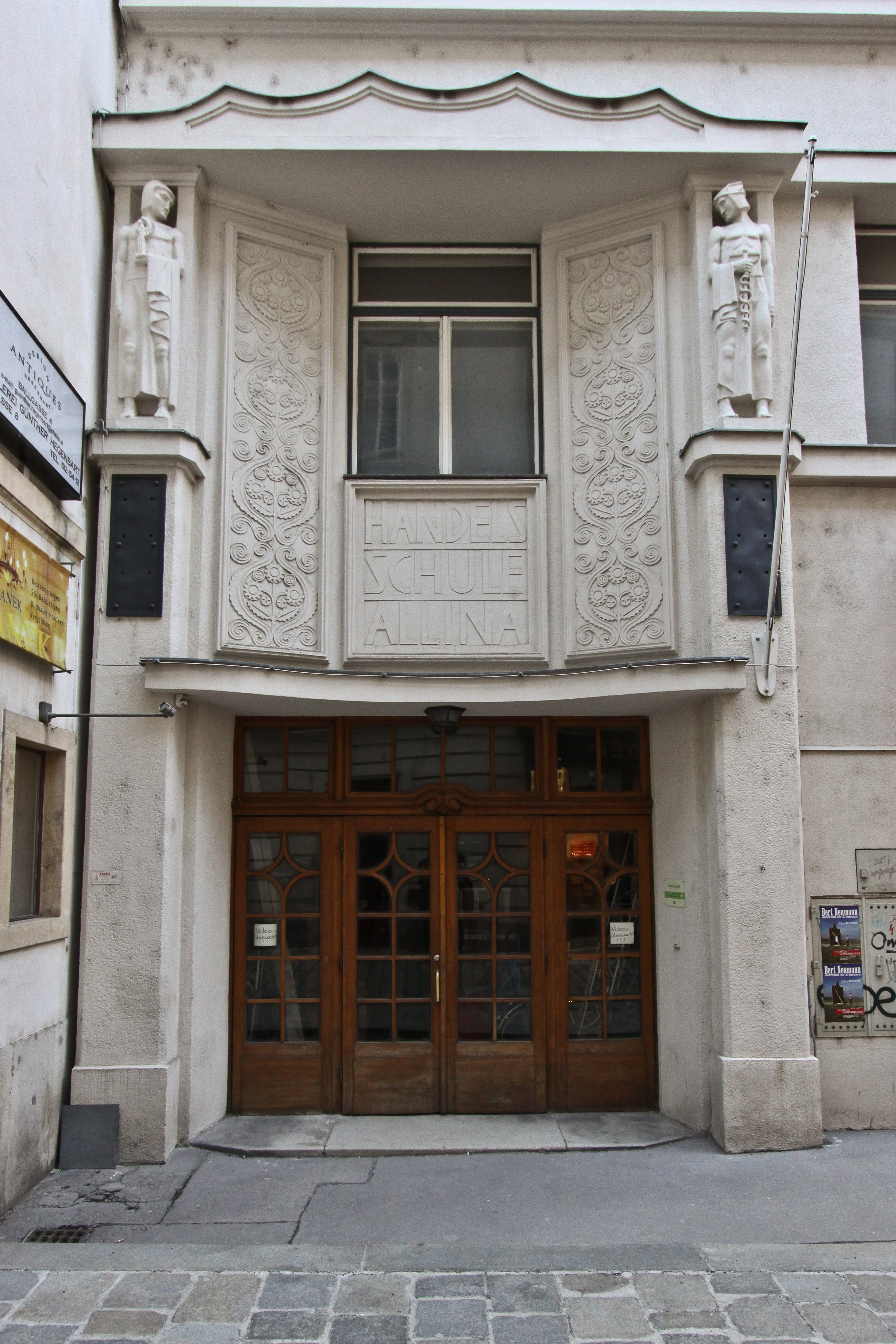
Portal der ehemaligen Handelsschule Allina

## Verbauung

### Nr. 1 Josephinisches Wohnhaus
Das Gebäude wurde 1787 unter Einbeziehung der Bausubstanz des Himmelpfortklosters von Josef Gerl für Camillo Graf von Colloredo errichtet. Hier befindet sich seit 1985 der Sitz der Freimaurer-Großloge Österreichs. Es liegt an der Hauptadresse Rauhensteingasse 3.

### Nr. 2 Ehemalige Handelsschule Allina
Das einzige nicht ins Ensemble der Ballgasse passende Gebäude wurde 1911/12 von Hans Mayr und Theodor Mayer im secessionistischen Stil für den Privathandelsschulbesitzer Max Allina errichtet. Später war hier eine Volksschule untergebracht. Das Eckhaus zur Rauhensteingasse ruht auf einem schlichten Sockel mit Wandpfeilern und Bandgesimsen. Die Fenster der Oberzone sind durch konkav geschwungene Parapete vertikal miteinander verbunden. Die Attikazone ist durch ein weit vorkragendes Kranzgesims und die abgeschrägte Ecke akzentuiert. In der Ballgasse befindet sich ein Attikagiebel. Das Portal weist Pfeiler, zwei Skulpturen von Wilhelm Bormann, die Weisheit und Handel darstellen, eine mehrfach gebogene Verdachung, ein verglastes Holztor und schräge Wandfelder mit vegetabilem Dekor auf. Im steinverkleideten Hausflur und im verfliesten Stiegenhaus sind noch originale Metallleuchten und Geländer zu sehen.

### Nr. 3 Zur Hl. Dreifaltigkeit
Das spätklassizistische Eckhaus wurde 1832 von Josef Klee errichtet. Im Vorgängerbau wohnte 1819/20 Ludwig van Beethoven. Seit den 40er Jahren des 19. Jahrhunderts befand sich hier das Bierwirtshaus Zum neuen Blumenstock. Das Gebäude liegt an der Hauptadresse Blumenstockgasse 5.

### Nr. 4 Josephinisches Wohnhaus
Das josephinische Wohnhaus wurde 1785 von Josef Meissl errichtet und 1992 bis 1998 restauriert. Hier wohnten 1809 Ludwig van Beethoven, 1823–26 Franz Grillparzer und 1823 Ignaz Franz Castelli. Die gerahmten Fenster sind im Obergeschoß gerade verdacht, die Fassade ist durch Kordongesimse gegliedert und besitzt ein Attikageschoß. Das Rundbogenportal mit Segmentbogenverdachung wurde erneuert, während die Holztüre original ist. Im Innenhof befinden sich auffallende frühklassizistische zylindrische Stiegenhäuser, die zu Pawlatschen offen sichtbar sind. Im Keller gibt es noch Reste des einstigen hier befindlichen Himmelpfortklosters aus dem 1. Viertel des 17. Jahrhunderts.

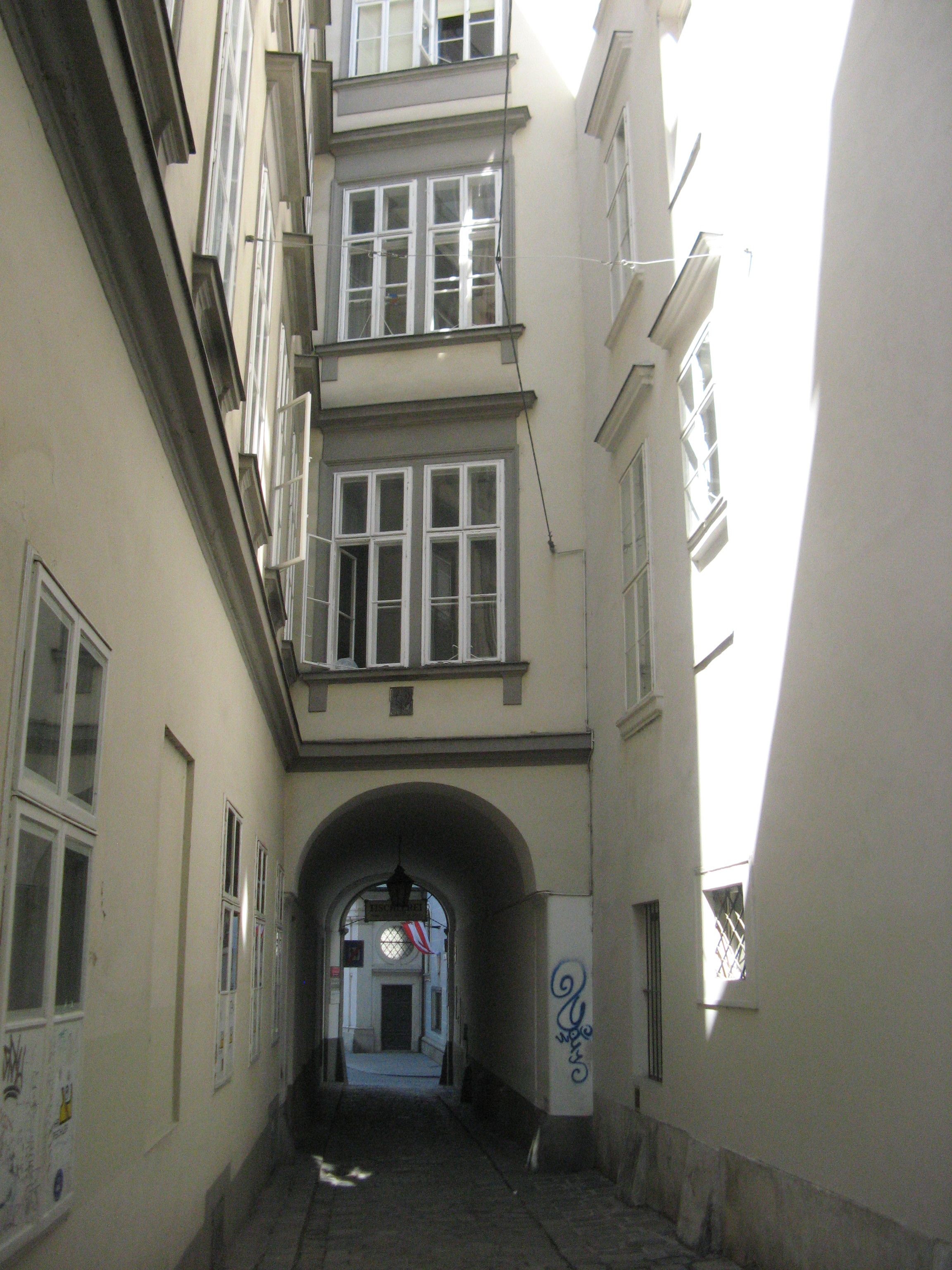
Zugang vom Franziskanerplatz

### Nr. 5 Frühklassizistisches Wohnhaus
Das frühklassizistische Wohnhaus wurde 1796/97 von Ernest Koch für Josef Freiherrn von Weinbrenner errichtet. Das Gebäude sperrt den Zugang der Ballgasse zum Franziskanerplatz, so dass ein tonnengewölbter Durchgang geschaffen wurde, der durch ein Rundbogenportal betreten wird. Zur Ballgasse befindet sich eine in stumpfen Winkeln geknickte schlichtere Fassade als am Franziskanerplatz, mit geraden Verdachungen und Prellsteinen. Das Gebäude liegt an der Hauptadresse Franziskanerplatz 5.

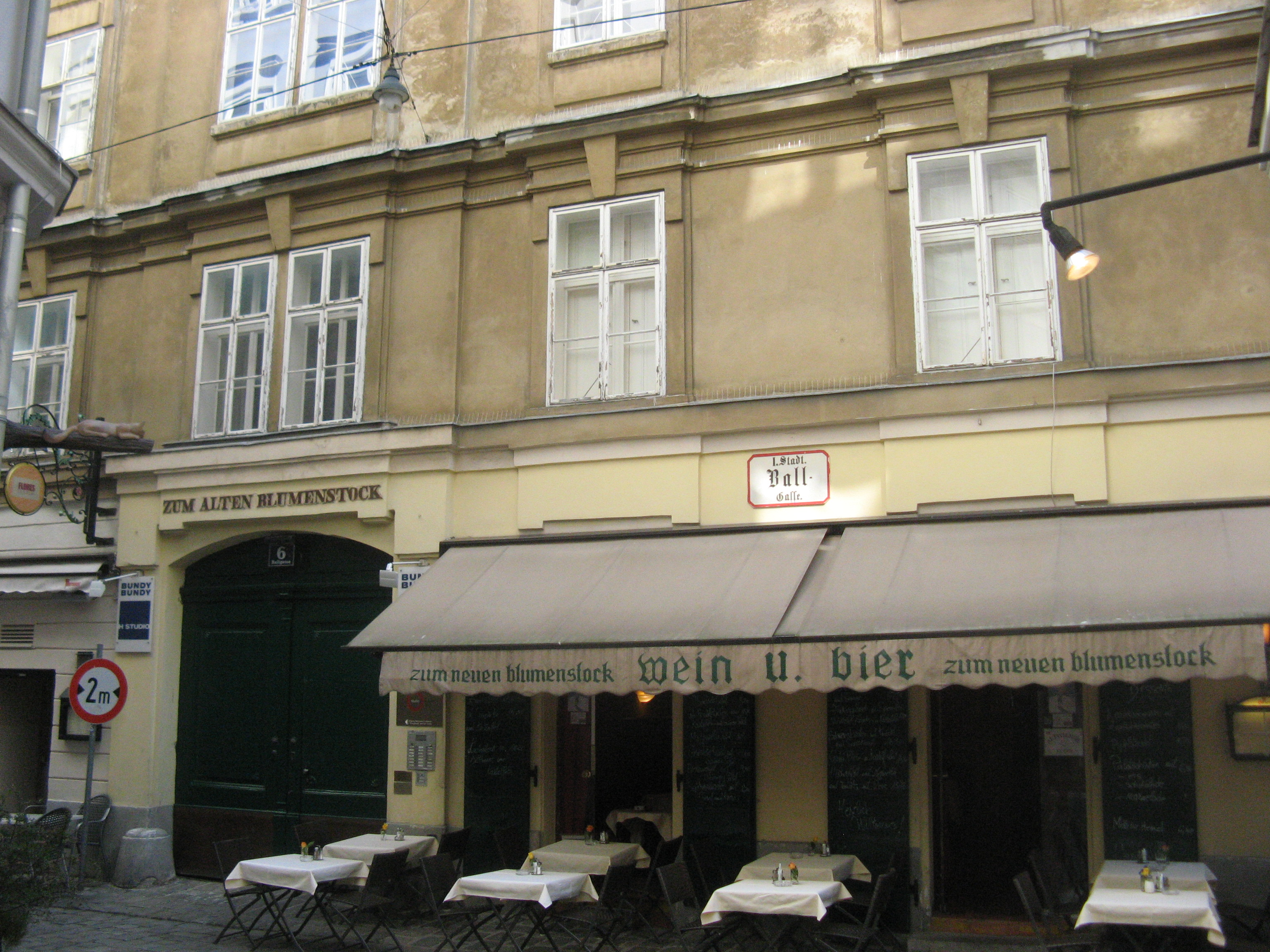
Zum alten Blumenstöckl

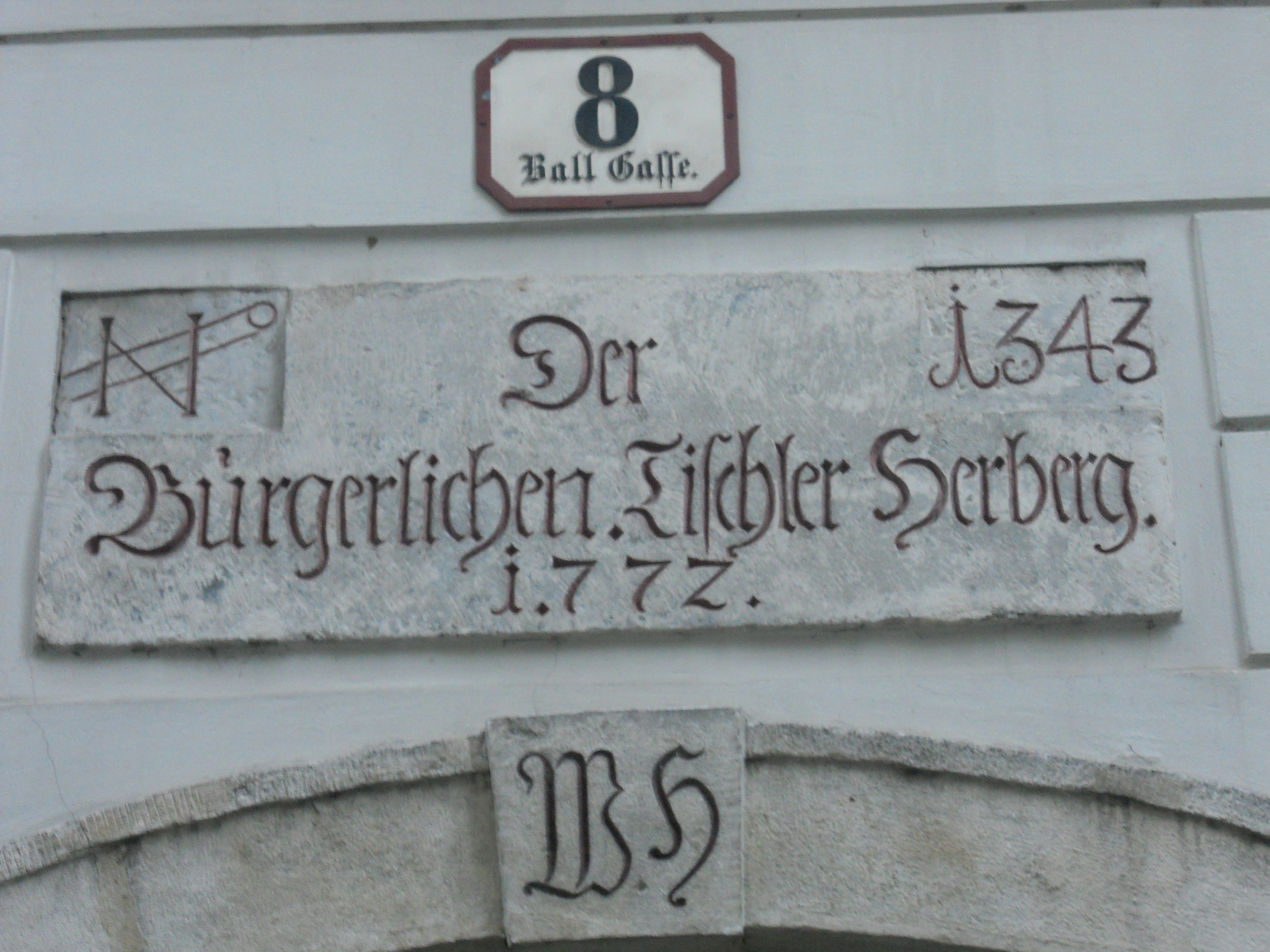
Der bürgerlichen Tischler Herberg

### Nr. 6 Zum alten Blumenstock
Das Vorgängergebäude kam 1702 in den Besitz der Klosterfrauen Zur Himmelpforte, indem es gegen ein anderes Haus auf der Landstraße getauscht wurde. Nach Aufhebung des Klosters wurde es nach 1784 erbaut und befand sich 1825 im Besitz der Bankiersfamilie Geymüller. Das stadtbekannte Bierlokal Zum alten Blumenstöckl von Michael Wichtel und später von Franz Obermayer war Gründungsort der geselligen Künstlervereinigung Ludlamshöhle. Auch der nebenan wohnende Beethoven kam hier oft mit seinem späteren Biographen Anton Felix Schindler zusammen. Gegen Ende der 1840er Jahre übersiedelte die Gaststätte in das gegenüberliegende Haus Ballgasse 3, wo es unter dem Namen Zum neuen Blumenstock weitergeführt wurde. Das Nachfolgelokal wurde 1853 von Franz Schebek umgebaut. 1906/07 befand sich hier das Kabarett Nachtlicht, in dem u. a. Egon Friedell und Alexander Roda Roda auftraten. Die Inneneinrichtung entwarf Oskar Laske.
Die geknickte Fassade des Gebäudes mit seichten Portalrisaliten hat eine genutete Sockelzone mit einem Segmentbogenportal. In den schlichten Innenhof mit Pawlatschengängen wurde um 1900 für ein Lokal ein Einbau errichtet. Im 1. Untergeschoß des Kellers befinden sich Reste des Himmelpfortklosters aus dem 1. Viertel des 17. Jahrhunderts, im tonnengewölbten 2. Untergeschoß ein Schlussstein mit dem Lamm Gottes aus dem Jahr 1744.

### Nr. 8 Der bürgerlichen Tischler Herberg
Im Vorgängerbau vom Ende des 16. Jahrhunderts befand sich in der Auf der Dacken genannten Gasse das 1628 urkundlich nachweisbare Boyersche Ballhaus. Die Stadt Wien mietete das Haus 1658 und stellte es deutschen und italienischen Komödianten zur Verfügung. Im 18. Jahrhundert kam es in den Besitz des Johann Edler von Zoller, dann der Tischlerinnung. Maria Theresia verordnete die Errichtung einer Herberge für arbeitslose Tischlergesellen, die 1772/73 von Peter Mollner erbaut wurde. Bis 1893 blieb das Gebäude Innungshaus.
Die josephinische Fassade besitzt einen konkaven Knick. Über der genuteten Sockelzone erhebt sich über einem Kordongesims die Oberzone mit gerade verdachten und durch Parapete vertikal verbundenen Fenstern. Das Korbbogenportal mit dem mit WH bezeichneten Schlussstein zeigt die Inschrift Nr. 1343 Der bürgerlichen Tischler Herberg 1772. Im Erdgeschoß befindet sich ein Plafond mit Putzspiegeln aus dem 2. Viertel des 19. Jahrhunderts, im 1. Obergeschoß liegt der ehemalige Innungssaal von Johann Straberger aus dem Jahr 1844.